# Corrección
El aguafuerte Corrección es un grabado de la serie Los Caprichos del pintor español Francisco de Goya. Está numerado con el número 46 en la serie de 80 estampas. Se publicó en 1799.

## Interpretaciones de la estampa
Existen varios manuscritos contemporáneos que explican las láminas de los Caprichos. El que se encuentra en el Museo del Prado se tiene como autógrafo de Goya, pero parece más bien despistar y buscar un significado moralizante que encubra significados más arriesgados para el autor. Otros dos, el que perteneció a Ayala y el que se encuentra en la Biblioteca Nacional, realzan la parte más escabrosa de las láminas.
- Explicación de esta estampa del manuscrito del Museo del Prado: Sin corrección ni censura no se adelantaba en ninguna facultad: y la de la Brujería necesita particular talento, aplicación, edad madura, sumisión y docilidad a los consejos del gran Brujo que dirige el seminario de Barahona.[2][3]
- Manuscrito de Ayala: Tribunal del Santo Oficio. Los hombres son a veces buenos o malos por monería o imitación.[2]

- Manuscrito de la Biblioteca Nacional: Los picaros de todos estados y condiciones, mercaderes, frailes y villanos, aparentan deseo de la enmienda cuando les predica un mono cualquiera: pero pronto vuelven a las andadas porque todo lo hacemos por imitación.[2]